# كانونسبرغ
كانونسبرغ "Canonsburg" وهي مدينة في البلاد الولايات المتحدة الأمريكية، بولاية بنسلفانيا ، تبعد 18 ميلا (29 كيلومترا) من واشنطن إلى الجنوب الغربي من بيتسبرغ. Canonsburg ، كانت النقطة المركزية للالتمرد ويسكي من 1794. المدينة في منطقة غنية بالفحم، ومعظم القوى العاملة في المدينة تعمل في المطاحن المحلية أو مناجم الفحم. الشعب في عام 1911 ،كان 5588 ، في عام 1920 وكان من 10.632 في عام 1940 كان 12. 8607 فإن عدد السكان في تعداد عام 2000.

## التركيبة السكانية
حدّد مكتب تعداد الولايات المتحدة بيانات التركيبة السكانية لكانونسبرغ في تعداد الولايات المتحدة. في ما يلي، التركيبة السكانية حسب تعدادي 2000 و2010.

### تعداد عام 2000
بلغ عدد سكان كانونسبرغ 8,607 نسمة بحسب تعداد عام 2000، وبلغ عدد الأسر 3,809 أسرة وعدد العائلات 2,287 عائلة مقيمة في المنطقة السكنية. في حين سجلت الكثافة السكانية 1,439.3 نسمة لكل كيلومتر مربع (3,727.8/ميل2). وبلغ عدد الوحدات السكنية 4,144 وحدة بمتوسط كثافة قدره 693 لكل كيلومتر مربع (1,794.9/ميل2).
وتوزع التركيب العرقي للمنطقة السكنية بنسبة 91.01% من البيض و6.53% من الأمريكيين الأفارقة و0.06% من الأمريكيين الأصليين و0.64% من الأمريكيين ذوي الأصول الآسيوية و0.08% من سكان جزر المحيط الهادئ و0.19% من الأعراق الأخرى و1.50% من عرقين مختلطين أو أكثر و0.72% من الهسبانيون أو اللاتينيون من أي عرق.
بلغ عدد الأسر 3,809 أسرة كانت نسبة 26.4% منها لديها أطفال تحت سن الثامنة عشر تعيش معهم، وبلغت نسبة الأزواج القاطنين مع بعضهم البعض 43.6% من أصل المجموع الكلي للأسر، ونسبة 12.8% من الأسر كان لديها معيلات من الإناث دون وجود شريك، بينما كانت نسبة 3.6% من الأسر لديها معيلون من الذكور دون وجود شريكة وكانت نسبة 40% من غير العائلات. تألفت نسبة 34.9% من أصل جميع الأسر من عدة أفراد يعيشون في نفس المنزل ونسبة 17.2% كانت تتألف من شخص يعيش بمفرده يبلغ من العمر 65 عاماً أو أكثر. وبلغ متوسط حجم الأسرة المعيشية 2.23، أما متوسط حجم العائلات فبلغ 2.88.
بلغ العمر الوسطي للسكان 41.5 عاماً. وكانت نسبة 20.3% من القاطنين تحت سن الثامنة عشر، وكانت نسبة 7.1% بين الثامنة عشر والرابعة والعشرين عاماً، ونسبة 28.1% كانت واقعةً في الفئة العمرية ما بين الخامسة والعشرين والرابعة والأربعين عاماً، ونسبة 22.7% كانت ما بين الخامسة والأربعين والرابعة والستين، ونسبة 20.4% كانت ضمن فئة الخامسة والستين عاماً فما فوق. يوجد لكل 100 أنثى 88.1 ذكر، ويوجد لكل 100 أنثى في الثامنة عشر من عمرها فما فوق 84.7 ذكر.
بلغ متوسط دخل الأسرة في المنطقة السكنية 33,547 دولارًا، أما متوسط دخل العائلة فبلغ 41,993 دولارًا. وكان متوسط دخل الذكور 35,000 دولارًا مقابل 23,125 دولارًا للإناث. وسجل دخل الفرد الخاص بالمنطقة السكنية 17,124 دولارًا. وكانت نسبة 7.5% من العائلات ونسبة 10.5% من السكان تحت خط الفقر، وكان من هؤلاء نسبة 18.8% تحت سن الثامنة عشر ونسبة 5.5% في الخامسة والستين من العمر وما فوق.

### تعداد عام 2010
بلغ عدد سكان كانونسبرغ 8,992 نسمة بحسب تعداد عام 2010، وبلغ عدد الأسر 4,118 أسرة وعدد العائلات 2,349 عائلة مقيمة في المنطقة السكنية. في حين سجلت الكثافة السكانية 1,503.7 نسمة لكل كيلومتر مربع (3,894.6/ميل2). وبلغ عدد الوحدات السكنية 4,529 وحدة بمتوسط كثافة قدره 757.4 لكل كيلومتر مربع (1,961.7/ميل2).
وتوزع التركيب العرقي للمنطقة السكنية بنسبة 87.38% من البيض و7.63% من الأمريكيين الأفارقة و0.14% من الأمريكيين الأصليين و1.05% من الأمريكيين ذوي الأصول الآسيوية و0.01% من سكان جزر المحيط الهادئ و0.67% من الأعراق الأخرى و3.12% من عرقين مختلطين أو أكثر و1.80% من الهسبانيون أو اللاتينيون من أي عرق.
بلغ عدد الأسر 4,118 أسرة كانت نسبة 27.4% منها لديها أطفال تحت سن الثامنة عشر تعيش معهم، وبلغت نسبة الأزواج القاطنين مع بعضهم البعض 39% من أصل المجموع الكلي للأسر، ونسبة 13.5% من الأسر كان لديها معيلات من الإناث دون وجود شريك، بينما كانت نسبة 4.5% من الأسر لديها معيلون من الذكور دون وجود شريكة وكانت نسبة 43% من غير العائلات. تألفت نسبة 36.9% من أصل جميع الأسر من عدة أفراد يعيشون في نفس المنزل ونسبة 14.1% كانت تتألف من شخص يعيش بمفرده يبلغ من العمر 65 عاماً أو أكثر. وبلغ متوسط حجم الأسرة المعيشية 2.18، أما متوسط حجم العائلات فبلغ 2.86.
بلغ العمر الوسطي للسكان 39.6 عاماً. وكانت نسبة 21.2% من القاطنين تحت سن الثامنة عشر، وكانت نسبة 7.2% بين الثامنة عشر والرابعة والعشرين عاماً، ونسبة 29% كانت واقعةً في الفئة العمرية ما بين الخامسة والعشرين والرابعة والأربعين عاماً، ونسبة 26.4% كانت ما بين الخامسة والأربعين والرابعة والستين، ونسبة 16.3% كانت ضمن فئة الخامسة والستين عاماً فما فوق. وتوزع التركيب الجنسي للسكان بنسبة 47.7% ذكور و52.3% إناث.

## معرض صور

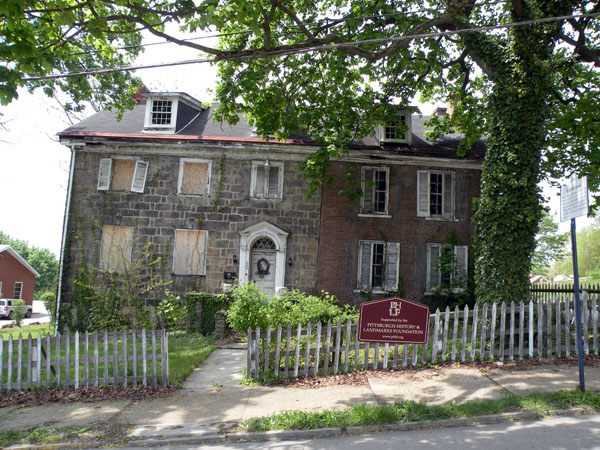
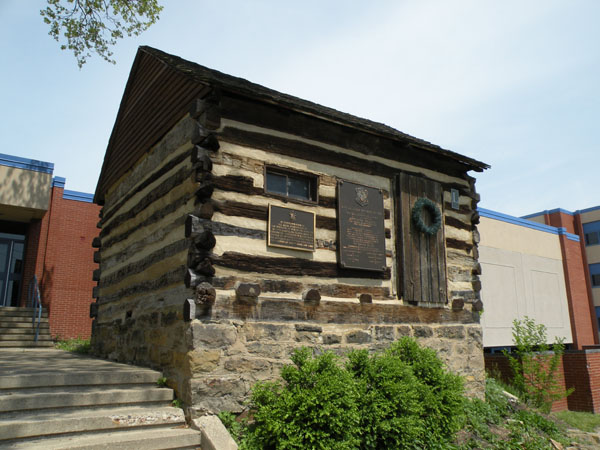
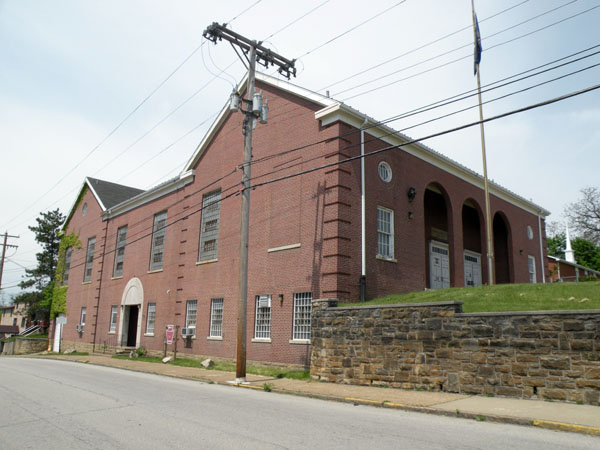
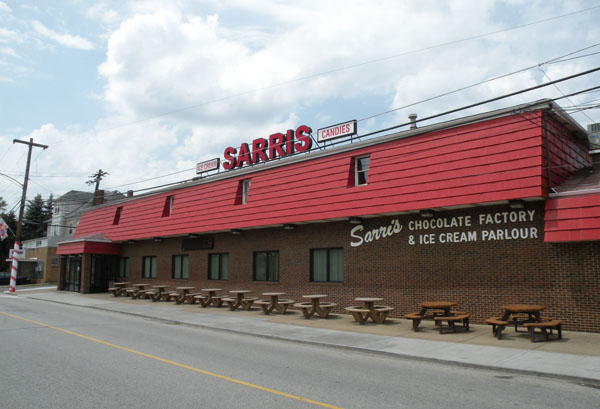

## أعلام
- روبرت إتش هيوم
- بروس غوست
- هال هنتر
- أندرو وايلي
- بوبي فنتون